# 囀る鳥は羽ばたかない
『囀る鳥は羽ばたかない』（さえずるとりははばたかない）は、ヨネダコウによる日本のBL漫画。『Ihr HertZ』（大洋図書）より2011年8月から連載中。2023年3月時点で累計発行部数は220万部を突破している。
2020年2月に劇場アニメ化され、公開日に原作単行本特典OADと劇場アニメ第2弾の制作が発表された。

## あらすじ
性的に奔放なヤクザの若頭・矢代の元に、性的不能な付き人兼用心棒・百目鬼がやってくる。部下に決して手を出さないというマイルールを死守する矢代だが、寡黙で自分にひたすら付き従う百目鬼に惹かれる。

## 登場人物
声は、特筆がなければドラマCD版/アニメ版共通。
矢代（やしろ）
声 - 新垣樽助
「道心会」傘下の「真誠会」若頭。容姿端麗で頭脳明晰なヤクザであるが、幼少期に義父から性的虐待を受けた過去が原因で、配下の構成員に「ドMで変態」「幹部の公衆便所」と陰口を言われるほど被虐と男色に傾倒した一面を持つ。真誠会のフロント企業「真誠興業」の社長として、資金を稼いでいる。
百目鬼 力（どうめき ちから）
声 - 羽多野渉
付き人兼用心棒として矢代に仕えることになった元警察官。長身で大柄な体躯が特徴。義理の妹に性的暴行を行っていた父親に対する傷害事件を起こし、服役していた経歴を持つ。寡黙な性格ながらも矢代のことを「綺麗」と評し、愚直に付き従う。
影山 莞爾（かげやま かんじ）
声 - 安元洋貴
町医者で専門は内科医。矢代とは高校からの付き合いを持つ友人で、矢代が昔から想いを寄せる人でもある。火傷フェチという性的趣向を持つ。
久我 瑛心（くが えいしん）
声 - 小野友樹
施設育ちのチンピラ。矢代に気に入られ度々極道の世界へ誘われるも、その度に断っている。
三角 隆仁（みすみ たかひと）
声 - 大川透
「道心会」執行部の若頭。「真誠会」の元組長で、その頃矢代を組に勧誘した人物。飄々とした性格であるが、時にはヤクザらしい暴力的な一面を見せることもある。
竜崎 篤士（りゅうざき あつし）
声 - 三宅健太
「道心会」傘下の「松原組」組長。粗暴な性格であり、矢代とは兄弟分だが、敵対視している。しかし、同時に矢代への愛着を示唆する描写も見受けられる。
平田 和明（ひらた かずあき）
声 - 高瀬右光
「真誠会」組長。野心家で権力への欲が強い性格。三角を尊敬し、三角から寵愛を受ける矢代を疎ましく感じている。
七原 祐輔（ななはら ゆうすけ）
声 - 興津和幸
矢代の舎弟で、若頭補佐を務める。百目鬼の兄貴分。
天羽 静真（あもう しずま）
声 - 佐藤拓也
三角の付き人。古くから三角についていることもあって、三角の行動をたしなめるときもある。
杉本 隼人（すぎもと はやと）
声 - 三宅貴大
矢代の舎弟。百目鬼の兄貴分。
綱川（つなかわ）
声 - 上田燿司（ドラマCD版）

## 受賞歴
- 全国書店員が選んだおすすめBLコミック
  - 2015　8位[6]
  - 2017　4位[7]
- 第3回FRaUマンガ大賞　受賞[8]
- SUGOI JAPAN　Award 2016 マンガ部門　4位[9]
- BLアワード
  - 2016 コミック部門　1位（第3巻）[10]、攻めキャラ部門　2位（百目鬼）[11]、受けキャラ部門　1位（矢代）[12]
  - 2017 シリーズ部門　1位[13]、攻めキャラ部門　1位（百目鬼）[14]、受けキャラ部門　1位（矢代）[15]
  - 2018 シリーズ部門　1位[16]、攻めキャラ部門　2位（百目鬼）[17]、受けキャラ部門　1位（矢代）[18]
  - 2020 シリーズ部門　1位[19]、攻めキャラ部門　2位（百目鬼）[20]、受けキャラ部門　1位（矢代）[21]、映像部門　2位[22]
  - 2022 シリーズ部門　1位[23]、攻めキャラ部門　2位（百目鬼）[24]、受けキャラ部門　2位（矢代）[25]
- このBLがやばい
  - 2018　2位[26]
  - 2019　5位[27]
  - 2020　4位[28]

## 既刊一覧
- ヨネダコウ『囀る鳥は羽ばたかない』 大洋図書〈H&C Comics ihr HertZシリーズ〉、現在9巻（2024年10月1日現在）
  1. 2013年1月30日発売、ISBN 978-4-8130-3013-3
  2. 2013年11月1日発売、ISBN 978-4-8130-3034-8
  3. 2015年6月1日発売、ISBN 978-4-8130-3080-5
  4. 2016年9月30日発売、ISBN 978-4-8130-3219-9
  5. 2017年11月30日発売、ISBN 978-4-8130-3168-0
  6. 2019年5月1日発売、ISBN 978-4-8130-3220-5
  7. 2021年3月1日発売、ISBN 978-4-8130-3278-6 / ISBN 978-4-8130-4024-8（アニメDVD付き限定版）
  8. 2023年3月1日発売、ISBN 978-4-8130-3340-0
  9. 2024年10月1日発売、ISBN 978-4-8130-3398-1 / ISBN 978-4-8130-4027-9（限定BOX版）

## ドラマCD
2013年10月23日より フロンティアワークスよりドラマCD化され、以後も発売されている。1巻につき2枚組のCDに単行本1冊の内容がドラマCDされている。
1. 2013年10月23日発売、FCCL-0008
2. 2014年9月24日発売、FFCL-0006
3. 2016年1月27日発売、FFCL-0012
4. 2017年2月8日発売、FFCL-0016
5. 2018年2月28日発売、FFCL-0023
6. 2020年2月21日発売、FFCL-0038
7. 2021年7月28日発売、FFCL-0051
8. 2023年8月23日発売、FFCL-0077

## アニメ

### The clouds gather（劇場アニメ1作目）
2020年2月15日に劇場アニメ1作目『囀る鳥は羽ばたかない The clouds gather』が公開された。R18指定作品。フジテレビが新設したボーイズラブのアニメレーベル「BLUE LYNX」の1作目である。2020年8月28日にBlu-rayとDVDが発売された。

#### スタッフ（劇場アニメ1作目）
- 原作：ヨネダコウ「囀る鳥は羽ばたかない」（大洋図書「ihr HertZ」）
- 監督：牧田佳織
- 脚本：瀬古浩司
- キャラクターデザイン：熊田明子、桑原剛
- 美術監督：佐藤勝、福島孝喜
- 色彩設計：鎌田千賀子、末永絢子
- 撮影監督：佐藤光洋
- 音楽： H ZETTRIO
- 音響監督：小泉紀介
- 主題歌：Omoinotake「モラトリアム」
- アニメーション制作：GRIZZLY
- 配給： T-JOY

### Don't stay gold（単行本特典OAD）
「The clouds gather」と同じスタッフにより制作。影山と久我の出会いを描いたストーリー。原作第7巻の限定版の特典で、完全予約受注生産。